# Persone di nome Amy
| Questa pagina contiene informazioni ricavate automaticamente dalle voci biografiche con l'ausilio del template Bio e di un bot. L'aggiornamento è periodico e automatico e ricostruisce completamente la pagina. Se manca una persona in questa lista, sei pregato di non aggiungerla, ma accertati piuttosto che la sua voce biografica contenga il template Bio e che i dati anagrafici siano correttamente compilati. Se il template Bio manca, inseriscilo tu stesso o, in alternativa, metti l'avviso {{tmp\|Bio}} che ne segnala la mancanza. Se i dati riportati sono sbagliati, correggi direttamente la voce biografica; le modifiche saranno visibili in questa lista entro pochi giorni. Per chiarimenti vedi il progetto antroponimi. La lista contiene solo le 145 persone che sono citate nell'enciclopedia e per le quali è stato implementato correttamente il template Bio. Pagina aggiornata al 6 ago 2025. |

Questa è una lista di persone presenti nell'enciclopedia che hanno il nome Amy, suddivise per attività principale.

## Allenatrici di calcio(1)
- Amy Rodriguez, allenatrice di calcio e ex calciatrice statunitense (Lake Forest, n. 1985)

## Altiste(1)
- Amy Acuff, ex altista statunitense (Port Arthur, n. 1975)

## Artiste(1)
- Amy Karle, artista statunitense (New York, n. 1980)

## Assassine seriali(1)
- Amy Archer-Gilligan, serial killer statunitense (Windsor, n. 1873 - Middletown, † 1962)

## Astronome(1)
- Amy Mainzer, astronoma statunitense (Mansfield, n. 1974)

## Atlete paralimpiche(1)
- Amy Winters, ex atleta paralimpica australiana (Kempsey, n. 1978)

## Attiviste(2)
- Amy Post, attivista statunitense (Long Island, n. 1802 - Long Island, † 1889)
- Amy Sanderson, attivista scozzese (Bellshill, n. 1876 - † 1931)

## Attrici(43)
- Amy Acker, attrice statunitense (Dallas, n. 1976)
- Amy Adams, attrice statunitense (Vicenza, n. 1974)
- Amy Aquino, attrice statunitense (Teaneck, n. 1957)
- Amy Brenneman, attrice statunitense (New London, n. 1964)
- Amy Carlson, attrice statunitense (Glen Ellyn, n. 1968)
- Amy Davidson, attrice statunitense (Phoenix, n. 1979)
- Amy Farrington, attrice e modella statunitense (Miami, n. 1966)
- Amy Forsyth, attrice canadese (Ontario, n. 1995)
- Emmy Sameer Ghanem, attrice egiziana (Il Cairo, n. 1987)
- Amy Gumenick, attrice svedese (Hudiksvall, n. 1986)
- Amy Hargreaves, attrice statunitense (Rockville Centre, n. 1970)
- Amy Hill, attrice statunitense (Deadwood, n. 1953)
- Amy Irving, attrice statunitense (Palo Alto, n. 1953)
- Amy Jackson, attrice e modella britannica (Douglas, n. 1992)
- Amy Jo Johnson, attrice, regista e musicista statunitense (Capo Cod, n. 1970)
- Amy Kwok, attrice e modella cinese (Hong Kong, n. 1967)
- Amy Lalonde, attrice e modella canadese (Pelham, n. 1975)
- Amy Landecker, attrice statunitense (Chicago, n. 1969)
- Amy Lennox, attrice scozzese (n. 1986)
- Amy Locane, attrice statunitense (Trenton, n. 1971)
- Amy Madigan, attrice statunitense (Chicago, n. 1950)
- Amy Manson, attrice scozzese (Aberdeenshire, n. 1985)
- Amy Morton, attrice statunitense (Oak Park, n. 1959)
- Amy Nuttall, attrice e soprano britannica (Bolton, n. 1982)
- Amy O'Neill, attrice statunitense (Pacific Palisades, n. 1971)
- Amy Okuda, attrice statunitense (Torrance, n. 1989)
- Amy Pemberton, attrice britannica (Anglia Orientale, n. 1988)
- Amy Pietz, attrice statunitense (Milwaukee, n. 1969)
- Amy Poehler, attrice, comica e regista statunitense (Burlington, n. 1971)
- Amy Price-Francis, attrice inglese (Inghilterra, n. 1975)
- Amy Robinson, attrice e produttrice cinematografica statunitense (Trenton, n. 1948)
- Amy Ruffle, attrice australiana (Victoria, n. 1992)
- Amy Ryan, attrice statunitense (New York, n. 1968)
- Amy Sedaris, attrice, scrittrice e comica statunitense (Endicott, n. 1961)
- Amy Seimetz, attrice, sceneggiatrice e regista statunitense (Tampa, n. 1981)
- Amy Smart, attrice e ex modella statunitense (Topanga Canyon, n. 1976)
- Amy Spanger, attrice e cantante statunitense (Newbury, n. 1971)
- Amy Steel, attrice statunitense (Pennsylvania, n. 1960)
- Amy Trigg, attrice britannica (n. 1992)
- Amy Wren, attrice britannica (Leicestershire, n. 1989)
- Amy Wright, attrice statunitense (Chicago, n. 1950)
- Amy Yasbeck, attrice statunitense (Cincinnati, n. 1962)
- Bellamy Young, attrice statunitense (Asheville, n. 1970)

## Attrici pornografiche(3)
- Amy Brooke, attrice pornografica statunitense (Chicago, n. 1988)
- Chayse Evans, ex attrice pornografica statunitense (Monterey, n. 1986)
- Amy Ried, ex attrice pornografica statunitense (Francoforte sul Meno, n. 1985)

## Autrici di videogiochi(1)
- Amy Hennig, autrice di videogiochi statunitense (n. 1964)

## Aviatrici(1)
- Amy Johnson, aviatrice britannica (Kingston upon Hull, n. 1903 - estuario del Tamigi, † 1941)

## Avvocate(2)
- Amy Chua, avvocato e scrittrice statunitense (Champaign, n. 1962)
- Amy Coney Barrett, avvocato e giurista statunitense (New Orleans, n. 1972)

## Biatlete(1)
- Amy Baserga, biatleta svizzera (Zurigo, n. 2000)

## Calciatrici(2)
- Amy LePeilbet, ex calciatrice statunitense (Spokane, n. 1982)
- Amy Taylor, ex calciatrice australiana (Canberra, n. 1979)

## Cantanti(4)
- Amy Belle, cantante e compositrice britannica (Glasgow, n. 1981)
- Amy Shark, cantante australiana (Gold Coast, n. 1986)
- Amy Deasismont, cantante, attrice e conduttrice televisiva svedese (Norrköping, n. 1992)
- Amii Stewart, cantante statunitense (Washington, n. 1956)

## Cantautrici(9)
- Amy Grant, cantautrice e musicista statunitense (Augusta, n. 1960)
- Amy Lee, cantautrice, compositrice e polistrumentista statunitense (Riverside, n. 1981)
- Amy Macdonald, cantautrice britannica (Bishopbriggs, n. 1987)
- Amy Pearson, cantautrice britannica (Birmingham, n. 1985)
- Amy Ray, cantautrice e chitarrista statunitense (Decatur, n. 1964)
- Amy Sky, cantautrice canadese (Toronto, n. 1960)
- Amy Studt, cantautrice britannica (Londra, n. 1986)
- Amy Wadge, cantautrice britannica (Backwell, n. 1975)
- Amy Winehouse, cantautrice britannica (Londra, n. 1983 - Londra, † 2011)

## Cestiste(4)
- Amy Atwell, cestista australiana (Perth, n. 1998)
- Amy Cissé, ex cestista francese (Brignoles, n. 1969)
- Amy Herrig, ex cestista statunitense (Dubuque, n. 1977)
- Amy Okonkwo, cestista statunitense (Fontana, n. 1996)

## Cicliste su strada(1)
- Amy Pieters, ciclista su strada e pistard olandese (Haarlem, n. 1991)

## Comiche(1)
- Amy Schumer, comica, attrice e sceneggiatrice statunitense (New York, n. 1981)

## Compositrici(2)
- Amy Beach, compositrice e pianista statunitense (Henniker, n. 1867 - New York, † 1944)
- Amy Kohn, compositrice, cantautrice e pianista statunitense (Chicago, n. 1972)

## Doppiatrici(1)
- Amy Palant, doppiatrice e cantante statunitense (n. 1979)

## Drammaturghe(1)
- Amy Herzog, drammaturga statunitense (New York)

## Ginnaste(3)
- Amy Chow, ex ginnasta statunitense (San Jose, n. 1978)
- Amy Jagger, ginnasta britannica (Halifax, n. 1908 - Congleton, † 1993)
- Amy Tinkler, ex ginnasta inglese (Durham, n. 1999)

## Giocatrici di badminton(1)
- Amy Ackerman, giocatrice di badminton sudafricana (n. 2005)

## Giocatrici di curling(1)
- Amy Nixon, giocatrice di curling canadese (Saskatoon, n. 1977)

## Giornaliste(3)
- Amy Bernardy, giornalista e storica italiana (Firenze, n. 1880 - Roma, † 1959)
- Amy Goodman, giornalista, editorialista e attivista statunitense (Bay Shore, n. 1957)
- Amy Jacques Garvey, giornalista e editrice giamaicana (Kingston, n. 1895 - Kingston, † 1973)

## Imprenditrici(1)
- Amy Hood, imprenditrice statunitense (n. 1971)

## Maratonete(1)
- Amy Cragg, maratoneta e mezzofondista statunitense (Long Beach, n. 1984)

## Martelliste(1)
- Amy Sène, ex martellista senegalese (Lorient, n. 1986)

## Mezzofondiste(1)
- Amy Atkinson, mezzofondista (Ostfildern, n. 1989)

## Militari(1)
- Amy Bauernschmidt, militare statunitense (Milwaukee, n. 1972)

## Missionarie(1)
- Amy Carmichael, missionaria e scrittrice britannica (Down, n. 1867 - Tamil Nadu, † 1951)

## Modelle(3)
- Amy Guy, modella gallese (n. 1983)
- Amy Weber, modella, attrice e cantante statunitense (Peoria, n. 1970)
- Amy Yip, modella cinese (Taishan, n. 1966)

## Nobili(1)
- Amy Robsart, nobile inglese (Norfolk, n. 1532 - Cumnor, † 1560)

## Nuotatrici(2)
- Amy Van Dyken, ex nuotatrice statunitense (Englewood, n. 1973)
- Amy White, ex nuotatrice statunitense (Redondo Beach, n. 1968)

## Pallanuotiste(1)
- Amy Hetzel, pallanuotista australiana (Rockhampton, n. 1983)

## Pattinatrici di short track(1)
- Amy Peterson, ex pattinatrice di short track statunitense (Maplewood, n. 1971)

## Pianiste(1)
- Amy Fay, pianista statunitense (n. 1844 - † 1928)

## Pistard(1)
- Amy Cure, ex pistard e ciclista su strada australiana (Penguin, n. 1992)

## Pittrici(1)
- Amy Nimr, pittrice egiziana (Il Cairo, n. 1898 - Parigi, † 1974)

## Poetesse(1)
- Amy Lowell, poetessa statunitense (Brookline, n. 1874 - Brookline, † 1925)

## Politiche(1)
- Amy Klobuchar, politica statunitense (Plymouth, n. 1960)

## Politologhe(1)
- Amy Gutmann, politologa statunitense (New York, n. 1949)

## Produttrici cinematografiche(1)
- Amy Pascal, produttrice cinematografica statunitense (Los Angeles, n. 1958)

## Psicologhe(1)
- Amy Cuddy, psicologa, scrittrice e docente statunitense (Robesonia, n. 1972)

## Rapper(1)
- Qveen Herby, rapper e cantautrice statunitense (Seward, n. 1986)

## Registe(1)
- Amy Heckerling, regista e sceneggiatrice statunitense (New York, n. 1954)

## Rugbiste a 15(4)
- Amy Cokayne, rugbista a 15 britannica (Ipswich, n. 1996)
- Amy du Plessis, rugbista a 15 neozelandese (Newcastle, n. 1999)
- Amy Rule, rugbista a 15 neozelandese (Lumsden, n. 2000)
- Amy Williams, rugbista a 15 e allenatrice di rugby a 15 neozelandese (Hastings, n. 1986)

## Sceneggiatrici(2)
- Amy Holden Jones, sceneggiatrice statunitense (n. 1955)
- Amy Sherman-Palladino, sceneggiatrice, regista e produttrice televisiva statunitense (Los Angeles, n. 1966)

## Sciatrici alpine(1)
- Amy Livran, ex sciatrice alpina statunitense (n. 1966)

## Sciatrici freestyle(1)
- Amy Fraser, sciatrice freestyle canadese (Halifax, n. 1995)

## Scrittrici(9)
- Amy Fisher, scrittrice, giornalista e ex attrice pornografica statunitense (Merrick, n. 1974)
- Amy Gentry, scrittrice statunitense (Houston)
- Amy Hempel, scrittrice e giornalista statunitense (Chicago, n. 1951)
- A. M. Homes, scrittrice statunitense (Washington, n. 1961)
- Amy Levy, scrittrice, poetessa e saggista britannica (Londra, n. 1861 - Londra, † 1889)
- Amy Liptrot, scrittrice scozzese (Isole Orcadi)
- Amy Tan, scrittrice statunitense (Oakland, n. 1952)
- Amy Waldman, scrittrice e giornalista statunitense (Los Angeles, n. 1969)
- Amy Witting, scrittrice e poetessa australiana (Sydney, n. 1918 - Sydney, † 2001)

## Showgirl(1)
- Amy Charles, showgirl e cantante britannica (Cardiff, n. 1970)

## Skeletoniste(1)
- Amy Williams, ex skeletonista e copilota di rally britannica (Cambridge, n. 1982)

## Soprani(1)
- Amy Shuard, soprano inglese (Londra, n. 1924 - † 1975)

## Tenniste(3)
- Amy Bowtell, ex tennista irlandese (Dublino, n. 1993)
- Amy Frazier, ex tennista statunitense (Saint Louis, n. 1972)
- Amy Holton, ex tennista statunitense (n. 1965)

## Velociste(3)
- Fabé Dia, ex velocista francese (Creil, n. 1977)
- Amy Hunt, velocista britannica (Nottingham, n. 2002)
- Amy Mbacké Thiam, velocista senegalese (Kaolack, n. 1976)

## Wrestler(2)
- Candy Floss, wrestler inglese (Londra, n. 1999)
- Lita, wrestler e cantante statunitense (Fort Lauderdale, n. 1975)

## Senza attività specificata(1)
- Amy Watson, ex ballerina e direttrice artistica statunitense (Oceanside, n. 1981)